# Scream (zespół muzyczny)
Scream – grupa muzyczna grająca hardcore punk, pochodząca z Waszyngtonu. Aktywna od 1981 do 1990.
Zespół założony w północnej Virginii w roku 1981 przez wokalistę Petera Stahla, gitarzystę Franza Stahla, basistę Skeetera Thompsona i perkusistę Kenta Staxa. Przed nagraniem drugiego albumu do grupy dołączył Robert Lee "Harley" Davidson. Po nagraniu trzeciego odszedł Kent Stax, zamiast niego doszedł Dave Grohl.

## Dyskografia
- Still Screaming LP (1983, Dischord Records, nagrany w październiku 1982)
- This Side Up LP (1985, Rough Trade/Dischord Records, nagrany w marcu i czerwcu 1982)
- Walking By Myself/Choke Word7" (1986, Jungle Hop Records)
- Banging the Drum LP (1987, Dischord Records, nagrany w latach 1985–1986)
- Live at Van Hall LP (1988, Konkurrel Records, nagrany na żywo 28 marca 1988 w Amsterdamie)
- No More Censorship LP (1988, RAS Records)
- Mardi Gras/Land Torn Down 7" (1990, DSI Records)
- Your Choice Live Series Vol.10 LP (1990, Your Choice Records, nagrany na żywo 4 maja 1990)
- Fumble LP (1993, Dischord Records, nagrany w grudniu 1989, zmiksowany w grudniu 1992)
- Live at the Black Cat CD (1998, Torque Records, nagrany na żywo 26 grudnia 1996 w Waszyngtonie)